# Joss Christensen
Joss Christensen (Salt Lake City, 20 dicembre 1991) è uno sciatore freestyle statunitense, campione olimpico di slopestyle ai Giochi di Soči 2014.

## Biografia
In Coppa del Mondo ha esordito il 20 marzo 2011 a La Plagne (6º nell'halfpipe), ha ottenuto il primo podio il 4 marzo 2012 a Mammoth (3º nello slopestyle) e la prima vittoria il 27 febbraio 2015 a Park City nello slopestyle.
In carriera ha partecipato a un'edizione dei Giochi olimpici invernali, Soči 2014 vincendo la medaglia d'oro nello slopestyle.

## Palmarès

### Olimpiadi
- 1 medaglia:
  - 1 oro (slopestyle a Soči 2014).

### Coppa del Mondo
- Miglior piazzamento in classifica generale: 44º nel 2015.
- 4 podi:
  - 2 vittorie;
  - 2 terzi posti.

#### Coppa del Mondo - vittorie
| Data             | Luogo     | Paese       | Disciplina |
| ---------------- | --------- | ----------- | ---------- |
| 27 febbraio 2015 | Park City | Stati Uniti | SS         |
| 24 gennaio 2016  | Mammoth   | Stati Uniti | SS         |

Legenda:

SS = slopestyle